# Matteo Piano
Matteo Piano (Asti, Italia; 24 de octubre de 1990) es un jugador profesional de voleibol italiano. Ocupa la posición de central en la  selección italiana y en el Pallavolo Modena.

## Trayectoria

### Clubes
Empieza su carrera en el 2006 jugando en el equipo de su ciudad natal, el Volley Asti participando en las divisiones regionales y en la Cuarta División de Italia. En la temporada 2009-10 ficha por el Volley Piacenza campeón de Italia, formando parte tan en el equipo juvenil como en el primer equipo; de esta forma debuta en la  Serie A1 y levanta su primer título, la Supercopa de Italia de 2009.
En verano de 2011 se marcha al PV Città di Castello en Segunda División, jugando como titular y contribuyendo al ascenso del equipo en 2012-13; tras tres temporadas en el equipo de Umbria ficha por el Pallavolo Modena. 
En su primera temporada con los canarini gana la Copa Italia (3-1 en la final) y llega hasta la final de los playoff donde su equipo es derrotado por 3-1 en la serie: en ambas ocasiones se enfrenta al Trentino Volley.

### Selección
Debuta en la  selección italiana en 2013, con la cual gana las medallas de plata en el campeonato europeo de 2013 y en la  Copa Mundial de 2015 además de las de bronce en la Liga Mundial 2013 y de 2014, en la Grand Championship Cup de 2013 y en el  Campeonato Europeo de 2015. En los Juegos Olímpicos de Río de Janeiro 2016 consigue la medalla de plata aunque no disputa la segunda parte del torneo por una lesión.

## Palmarés

### Clubes
- Campeonato de Italia (1): 2015-16
- Copa de Italia (2): 2014-15, 2015-16
- Supercopa de Italia (3): 2009, 2015, 2016